# Bassaricyon beddardi
El olingo de Beddard (Bassaricyon beddardi), es un mamífero carnívoro de la familia Procyonidae que habita en los países suramericanos de Brasil, Guyana y Venezuela.
La comparación morfológica de especímenes del género Bassaricyon y el análisis de su ADN permite afirmar que el olingo de Beddard es una subespecie de Bassaricyon alleni, denominada Bassaricyon alleni beddardi.